# Напіввписана сфера

Напіввписана сфера триакісікосаедра. Сегменти сфери, що лежать поза многогранником, виділено кольором.

Напіввпи́сана сфе́ра — сфера, що дотикається до всіх ребер многогранника.
Перетинає кожну грань многогранника по колу, вписаному в цю грань.

Якщо многогранник має напіввписану сферу, то двоїстий до нього многогранник завжди можна розташувати так, щоб вони обидва мали ту саму напіввписану сферу і ребра обох многогранників дотикалися до неї в тих самих точках.

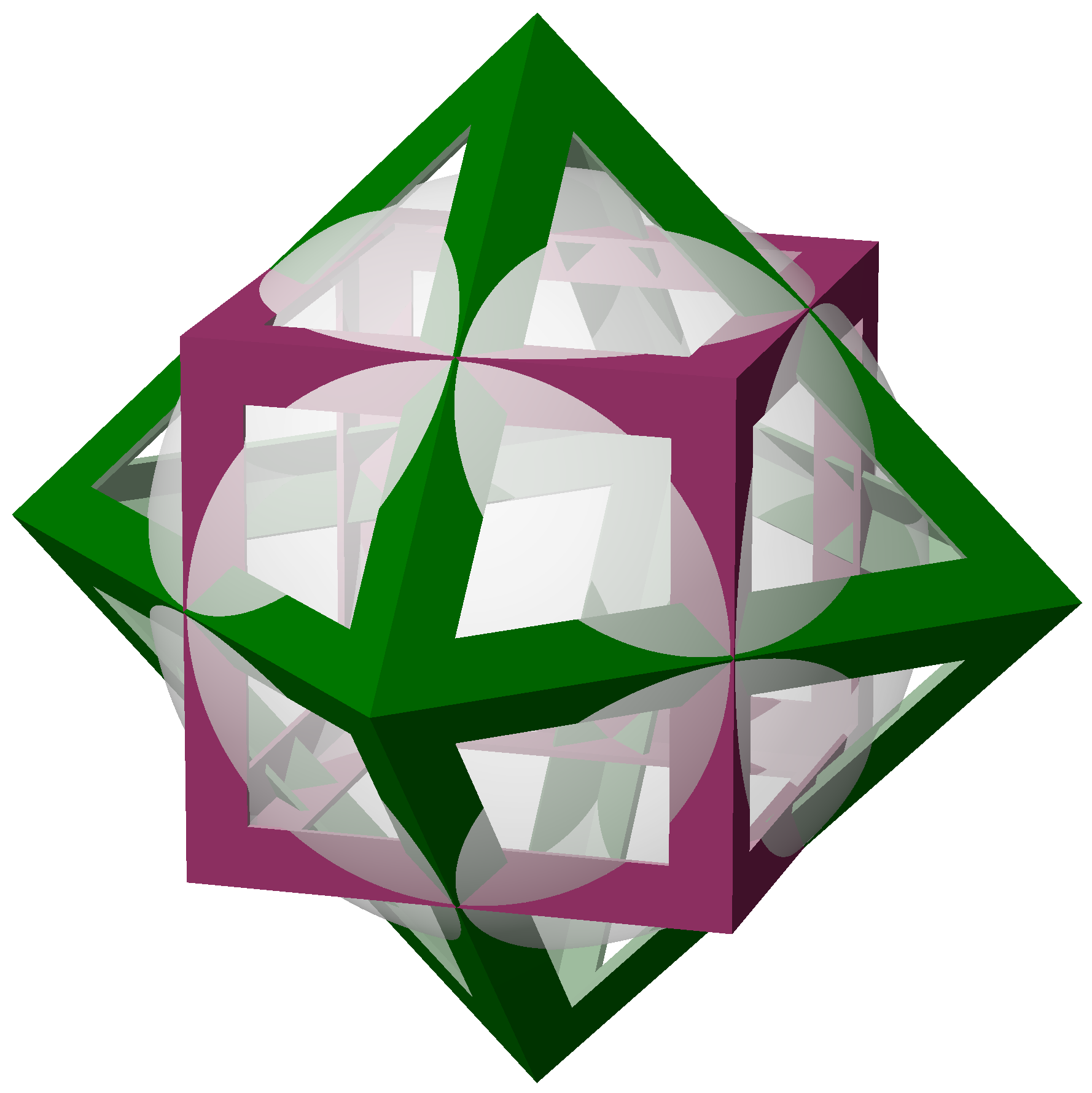
Куб і двоїстий до нього октаедр зі спільною напіввписаною сферою

## Існування
Усі правильні та напівправильні многогранники мають напіввписану сферу.
У довільного тетраедра напіввписана сфера є тоді й лише тоді, коли він є каркасним.